# RP FLIP
R/P FLIP (în engleză floating instrument platform, tradus „platformă de instrumente plutitoare”) a fost o platformă de cercetare în ocean deschis deținută de Oficiul de Cercetare Navală din SUA (ONR) și operată de Instituția Scripps de Oceanografie. Platforma avea 108 m lungime și a fost proiectată să se inunde parțial și să se încline la 90°, rezultând în rămânerea deasupra apei a doar 17 m din platformă, cu pereții etanși devenind punți. Când era răsturnată, cea mai mare parte a flotabilității platformei era asigurată de apă aflată în rezervoare, la adâncimi sub influența valurilor de suprafață, prin urmare FLIP era stabil și în cea mai mare parte imun la acțiunea valurilor, similar cu o geamandură ancorată. La sfârșitul unei misiuni, era pompat aer comprimat în tancurile de balast din secțiunea inundată, iar platforma, care nu avea propulsie, revenea în poziția orizontală pentru a putea fi tractată într-o nouă locație. Platforma a fost adesea confundată cu o navă de transport oceanic răsturnată.
Ultima misiune de cercetare a navei a fost la sfârșitul anului 2017, ONR încheind finanțarea pentru navă în 2020. A fost acostată la debarcaderul Nimitz Marine Facility (Scripps) din Point Loma⁠(d) până când a fost remorcată pentru a fi casat pe 4 august 2023. Cu toate acestea, nava a fost cumpărată în 2024 de DEEP, care plănuiește să o modernizeze pentru a fi din nou folosită pentru cercetări marine.

## Istorie

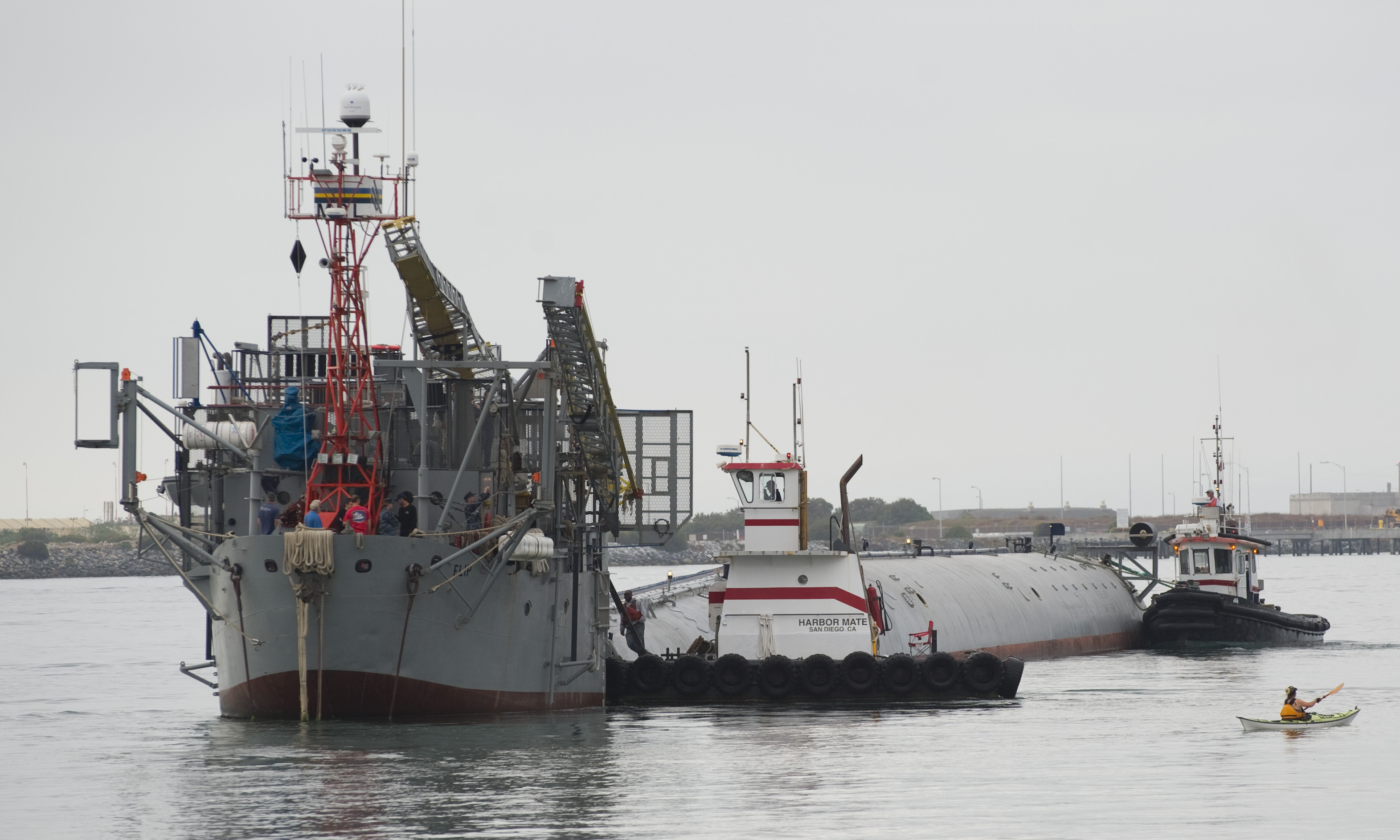
RP/FLIP tractată din portul San Diego, 2012

Laboratorul de Fizică Marină (în engleză Marine Physical Laboratory, prescurtat MPL) al Instituției de Oceanografie Scripps a creat FLIP cu finanțare de la Oficiul de Cercetare Navală și cu asistența firmei comerciale de arhitectură navală The Glosten Associates. FLIP a fost construită inițial pentru a sprijini cercetarea detaliată a fluctuațiilor de fază și amplitudine ale undelor sonore submarine cauzate de gradienții termici și fundurile înclinate al oceanelor. Această cercetare acustică a fost efectuată ca parte a programului SUBROC al Marinei SUA. Dezvoltarea sa a început în ianuarie 1960, după o conversație între cercetătorul MPL Frederick H. Fisher și directorul MPL Fred N. Spiess cu privire la problemele de stabilitate pe care le întâmpina Fisher când folosea submarinul USS Baya (SS-318)⁠(en)[traduceți] ca platformă de cercetare marină. Spiess și-a amintit de o sugestie a lui Allyn Vine că răsturnarea unei nave ar putea să o facă mai stabilă, observație făcută pe baza observației unui Mop⁠(d) al Marinei plutind în valuri. Fisher a fost desemnat să lucreze la fezabilitatea și dezvoltarea ulterioară a unei astfel de nave. Compania Gunderson Brothers Engineering din Portland, Oregon, a lansat FLIP la apă pe 22 iunie 1962.

## Capabilități
FLIP a fost concepută pentru a studia înălțimea valurilor, semnalele acustice, temperatura și densitatea apei și pentru colectarea de date meteorologice. Din cauza interferenței potențiale cu instrumentele acustice, FLIP nu avea mijloace de propulsie. Avea nevoie de remorcare până locul cercetării, unde plutea liber sau era ancorată.
FLIP avea 700 de tone brute. Avea un echipaj format din cinci oameni, plus până la unsprezece oameni de știință. Era capabilă să opereze independent în timpul misiunilor până la o lună, fără aprovizionare. Putea fi operat în întreaga lume, deși în mod normal activa în largul coastei de vest a Statelor Unite de la baza Nimitz Marine Facility din San Diego, California. Nava avea interioare special concepute: unele dispozitive, cum ar fi scaunele de toaletă, se puteau întoarce cu 90°, iar capetele de duș erau curbate la 90°. Existau lumini deasupra suprafețelor care erau tavanele atât în direcția de remorcare (orizontală) cât și în cea inversată.
FLIP a fost folosită într-o serie de expediții de cercetare ale Scripps, adesea remorcată în largul Californiei, ultima croazieră fiind septembrie-octombrie 2017.
Cercetările efectuate pe FLIP au inclus studii despre:
- relația dintre variațiile de temperatură din ocean și fluctuațiile de intensitate și direcție a undelor sonore;
- valuri generate de furtunile din Pacificul de Sud, pentru care FLIP a fost staționat între Hawaii și Alaska;
- turbulența și structura termică a oceanului;
- amplitudinea și direcționalitatea undelor interne;
- transferul de energie între ocean și atmosferă în care s-au măsurat viteza vântului, umiditatea și profilele de temperatură imediat deasupra suprafeței oceanului;
- intensitatea și direcția zgomotului ambiental folosind rețele verticale de hidrofoane suspendate de FLIP și rețele orizontale (DIMUS) în partea de jos a FLIP;
- propagarea sunetului pe distanță lungă; variația proprietăților scoarței terestre, pentru care FLIP a fost folosit ca platformă de ascultare a semnalelor sonore explozive lansate de la patru nave care se îndepărtează de FLIP în patru direcții diferite;
- adâncimile la care se scufundă balenele;
- efectele presiunii asupra atenuării sunetului;
- împrăștierea sunetului de la suprafața mării și reverberația.

## Dezafectarea
În urma pandemiei de COVID-19 și a finanțării reduse, s-a luat decizia de a abandona platforma. În august 2023, Rob Sparrock, ofițerul de program care supraveghează programul de nave de cercetare al ONR a remarcat că „... ar costa aproximativ 8 milioane de dolari pentru ca FLIP să fie utilizabil pentru încă cinci sau 10 ani, dar această finanțare ar putea fi folosită mai bine în altă parte”.
Pe 3 august 2023, nava a plecat spre un depozit de deșeuri din Mexic, în afară de un braț de instrumente care va fi instalat pe un dig la Scripps.
La dezafectare, directorul Laboratorului de Fizică Marină al Scripps, Eric Terrill, a lăudat sistemul și spiritul care l-a inspirat, spunând că „FLIP a pregătit scena pentru a gândi la scară mare la ceea ce se poate face cu tehnologia pentru a permite noi descoperiri științifice... a fost construit într-o eră a asumării riscurilor; un spirit pe care încercăm să-l îmbrățișăm până în ziua de azi și să-l încurajăm în următoarea generație de oameni de știință navigatori.”

## Cumpărarea și reparațiile
Pe 23 octombrie 2024, DEEP, o organizație care lucrează pentru extinderea accesului pentru explorarea oceanelor, a anunțat achiziționarea FLIP și planurile lor de a moderniza platforma. FLIP va fi un activ crucial în flota DEEP, oferind o platformă unică pentru cercetarea oceanelor. De asemenea, va sprijini desfășurarea habitatelor Sentinel ale DEEP, îmbunătățind rețeaua lor de cercetare. FLIP a fost transportată din Mexic la La Ciotat, Franța, unde va fi supusă unei modernizări complete de 12 până la 18 luni.

## Galerie
- Video cu rotirea FLIP

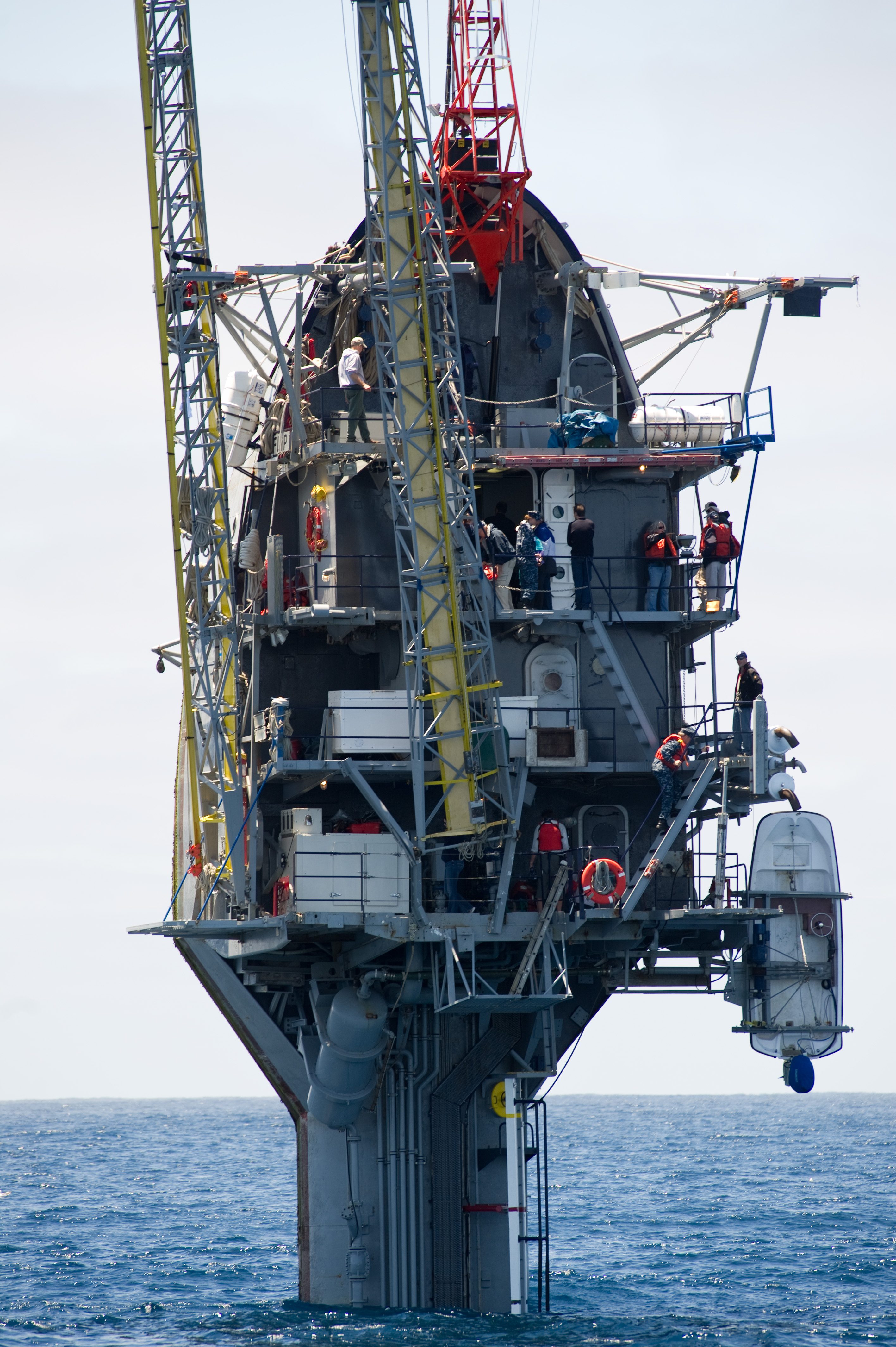
FLIP laverticală în 2012
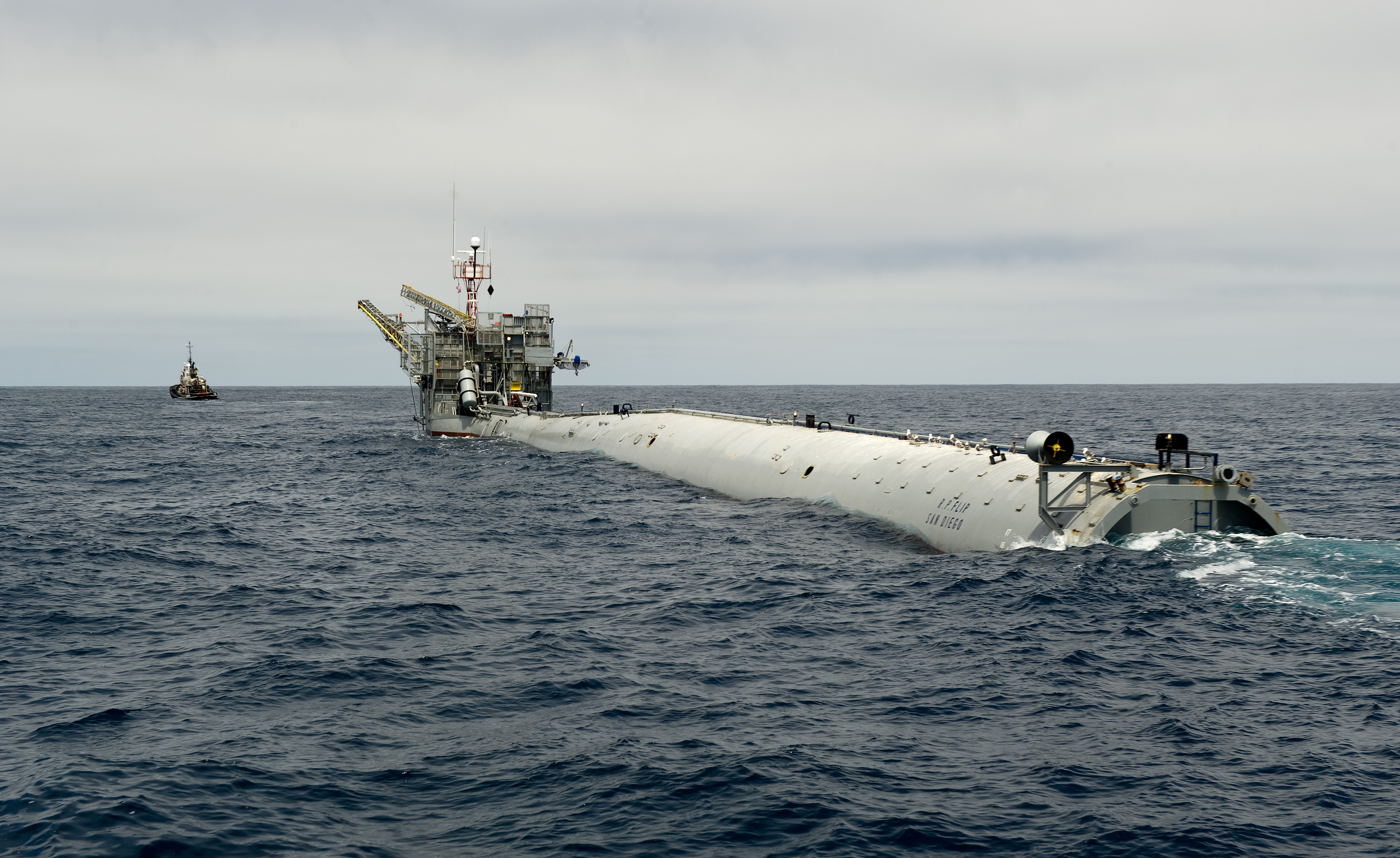
FLIP tractată în 2012
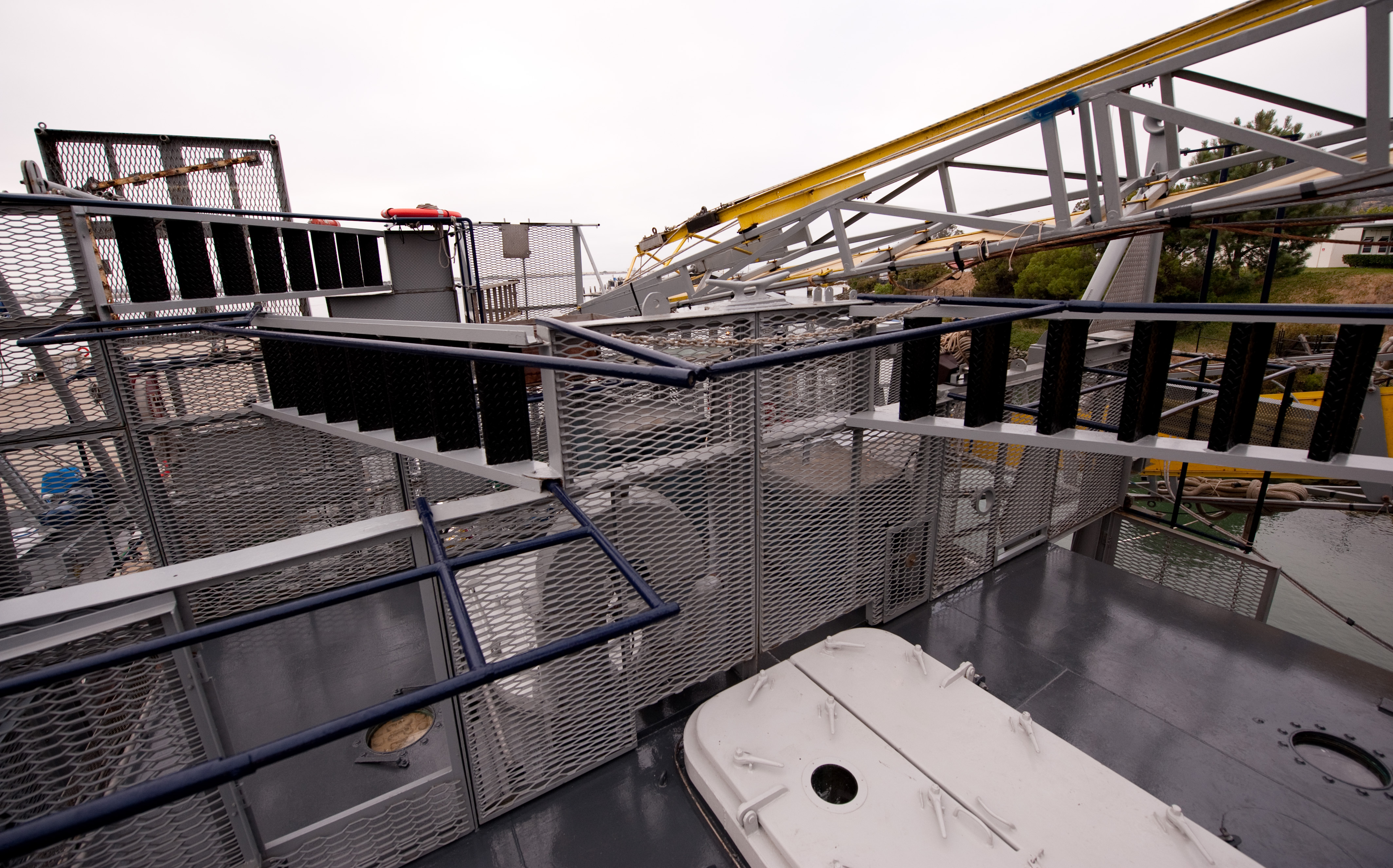
FLIP în poziție orizontală